# Ярлыково (Ивановская область)

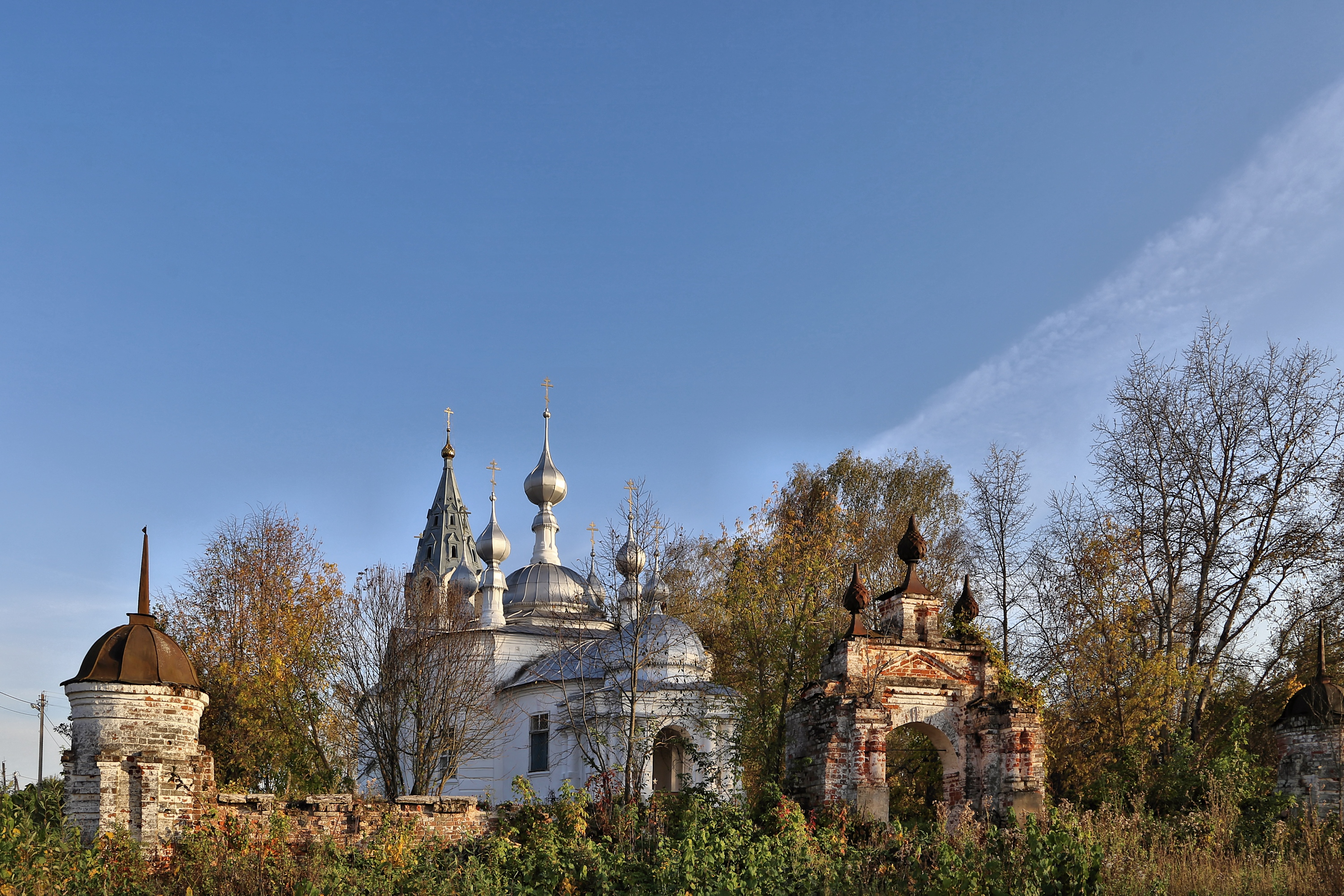
Храмовый комплекс в Ярлыково

Ярлыково — деревня в Ивановском районе Ивановской области России, входит в состав Тимошихского сельского поселения.

## География
Деревня расположена на берегу реки Лемешок в 3 км на юго-восток от центра поселения деревни Тимошиха и в 28 км к северо-востоку от Иванова.

## История
Исторические известия о селе относятся к первой половине XVI столетия, в это время село принадлежало князю Михаилу Васильевичу Горбатому, который в своей духовной грамоте, писанной в 1535 году, завещал его своей супруге Анне. Княгиня Анна село Ерлыково пожертвовала Суздальскому Покровскому женскому монастырю. Этот монастырь имел царские жалованные грамоты на эту вотчину — от царя Василия Иоанновича Шуйского 1606 года и царя Михаила Фёдоровича 1623 года. Время постройки каменной церкви Смоленской иконы Божией Матери с колокольней и оградой неизвестно. При этой церкви имелась другая церковь, каменная пятиглавая в честь святых мучеников Флора и Лавра, с приделом Архистратига Божия Михаила, построенная в 1830 году на средства прихожан.
В конце XIX — начале XX века село входило в состав Горицкой волости Шуйского уезда Владимирской губернии. В 1859 году в селе числилось 28 дворов, в 1905 году — 15 дворов.

## Население
| 1859 | 1905 | 2010 |
| ---- | ---- | ---- |
| 75   | ↗78  | ↘46  |

## Достопримечательности
В селе находятся действующие церковь Смоленской иконы Божией Матери и церковь Флора и Лавра.